# فهرست شهرهای پنجاب (پاکستان)
این فهرست دربردارنده‌ی شهرها و شهرک‌های مهم در پنجاب (پاکستان) می‌باشد.
| - تحصیل احمدپور شرقی، پاکستان - احمد نگر چتھہ - علی خان آباد - علی پور - عارفوالہ - اتک - بھلوال - بهاولنگر، پاکستان - بهاولپور، پاکستان - بکھر - بورهه والا، پاکستان - چیلیانوالہ - چکوال، پاکستان - چیچہ وطنی - چنیوت، پاکستان - چشتیان، پاکستان - دسکه، پاکستان - دریا خان - دیره غازی‌خان، پاکستان | valign=top \| - دھولر - دینہ - دنگہ - دیپالپور - فیصل‌آباد - فتح جنگ - گکھر مندی - گوجره، پاکستان - گوجرانواله - گجرات - گوجرخان - حافظ‌آباد - ھارون آباد - حاصلپور - Hحویلی لکھا - جلال پور جتان - جامپور - جرانواله، پاکستان | valign=top \| - جهنگ، پاکستان - جهلم - کالا باغ - کند - کرور لعل عیسن - قصور، پاکستان - کمالیه، پاکستان - کامونکی، پاکستان - خانیوال، پاکستان - خانپور، پاکستان - کھاریاں - خوشاب، پاکستان - کوت ادو، پاکستان - جوھر آباد - لاهور - لالہ موسی - لیہ - لیاقت پور - لودهران، پاکستان | valign=top \| - ملکوال - ماموری - میلسی - مندی بهاءالدین، پاکستان - میان چنو - میانوالی - مولتان - مری - موریدک - میانوالی بنگلہ - مظفر گره، پاکستان - Narowal - اوکارہ - رینالہ خورد - پاکپتن، پاکستان - پتوکی - پیر محل - قائم پور - قلعہ دیدار سنگھ - ربوہ - رائے وند | valign=top \| - راجن پور - رحیم‌یارخان، پاکستان - راولپندی - صادق‌آباد، پاکستان - صفدر آباد - ساهیوال، پاکستان - سانگلہ ہل - سرائے عالمگیر - سرگودها - شکر گرھ - شیخوپوره، پاکستان - سیالکوت، پاکستان - سوہاوہ - سویانوالہ - سرانوالی - تلہ گنگ - تیکسلا - توبہ تیک سنگھ - وهاری، پاکستان | valign=top \| - واه، پاکستان - وزیرآباد، پاکستان |

## See also
- List of cities in Punjab، Pakistan by area